# Susanne Thörngren
Susanne Thörngren, född 1967 i Handen i Stockholms län, valdes till Fröken Sverige år 1987. Senare samma år representerade hon Sverige i den internationella skönhetstävlingen Miss Universum som det året hölls i Singapore. Hon gick i tävlingen vidare till semifinalen för 10 av de 68 deltagarna. 
Under hösten samma år deltog hon i tävlingen Miss Scandinavia 1988. Efter att ha valts till Fröken Sverige var hon under en period verksam som fotomodell i Norden och deltog bland annat i modevisningar. 1990 bosatte hon sig på Cypern men återvände efter ett par år till Sverige och bosatte sig åter i Handen. När hon gifte sig 2008 tog hon efternamnet Laan (Susanne Laan). Under 2010 flyttade hon till Trosa och bodde där tills 2015 då hon flyttade till Västerhaninge.